# ホテルウェルコ成田
ホテルウェルコ成田（ホテルウェルコなりた）は、千葉県成田市にあるホテル。運営は大清ホテルズ。

## 概要
1984年にマンションデベロッパーの大都高層開発株式会社により、「ホテルレッツ成田」として開業。1996年4月には成田国際空港寄りの成田インターチェンジ近くに姉妹館として「レッツガーデン成田」を開業した。しかしながら、空港利用者の宿泊需要が伸び悩む状況下で開業したレッツガーデン成田の開業費用やマンション分譲の不振が重荷となり、2001年頃にレッツガーデン成田をイシン・ホテルズ・グループに売却し経営再建を図るものの、2002年8月頃に大都高層開発が倒産したことによりレッツ成田は廃業となった。
その後、レッツ成田の不動産をローンスターが買収し、2003年6月にソラーレ ホテルズ アンド リゾーツがアコーホテルズと提携し、「メルキュールホテル成田」としてリファインオープンした。
ソラーレ ホテルズ アンド リゾーツによる運営は2013年6月をもって終了し、大清ホテルズによる運営に移行した。その後も引き続きアコーホテルズと提携していたが、2018年6月末で業務提携を終了し、同年7月1日より現名称に改称した。
客室はスイートルーム2室含む全248室。5つのレストラン&バーがある。

## 設備
- セイシェル　フランス料理
- ハーフタイム　バー
- 満天　中国料理
- クラブファースト成田 フィットネスクラブ
- エルメゾン 美容室
- ら・ぽーる整体院 整体
- ザ･シーズンズ エステティックサロン
- したみせ花膳　ごんごん　居酒屋

ほか
地下に宿泊者が無料で利用できる駐車場があるが、車高制限が1.8mのため、ミニバンやSUVは駐車できない車種がある。

## アクセス
- 鉄道
  - 京成成田駅より徒歩1分
  - JR成田駅より徒歩1分
- バス
  - 成田国際空港より無料シャトルバスで約20分